# Chanda
Chanda – monotypowy rodzaj ryb okoniokształtnych z rodziny przeźroczkowatych (Ambassidae).

## Klasyfikacja
Gatunek zaliczany do tego rodzaju:
- Chanda nama – przeźroczka większa[3]